# Eivor Alm
Eivor Matilda Alm (* 29. Juni 1924 in Almunge; † 5. März 2011 in Skellefteå) war eine schwedische Skilangläuferin.
Alm, die für den IF Thor aus Uppsala und den Skellefteå SK startete, nahm an den Olympischen Winterspielen 1952 in Oslo teil. Dort belegte sie den neunten Platz über 10 km. Bei schwedischen Meisterschaften siegte sie im Jahr 1958 mit der Staffel von Skellefteå SK.